# Anoplolepis gracilipes
Anoplolepis gracilipes je druh mravence z rodu Anoplolepis, který se přirozeně vyskytuje ve vlhkých tropech jihovýchodní Asie. Tito mravenci byli neúmyslně introdukováni do řady dalších tropických oblastí, kde jsou považováni za agresivní invazivní druhy. Mezinárodní svaz ochrany přírody dokonce zařadil Anoplolepis gracilipes mezi 100 nejhorších invazivních druhů světa. Tito mravenci dovedou velmi rychle rozšiřovat své kolonie (až 3 m za den), které mohou záhy přerůst do masivní superkolonie, u které již není možné určit, kde začínají a končí jednotlivá hnízda. Základním obranným a útočným mechanismem mravenců je vypouštění kyseliny mravenčí, čímž usmrcují bezobratlé i obratlovce, na kterých pak hodují. Nejvýznamnější ekologické dopady mravenců byly zaznamenány na ostrovech v Tichém a Indickém oceánu jako je Vánoční ostrov, kde mravenci mají destruktivní efekt na populaci červených krabů Gecarcoidea natalis a v konečném důsledku i na zdejší prales.

## Systematika
Původní binomické jméno druhu bylo Formica longipes, avšak vzhledem k tomu, že druhové jméno longipes již bylo přiřazeno jinému druhu mravence (dnes znám jako Pheidole longipes), Frederick Smith v roce 1857 název druhu změnil na Formica gracilipes. Druh byl později přeřazen do nevelkého rodu převážně afrických mravenců Anoplolepis. Skutečnost, že Anoplolepis gracilipes patří do stejného rodu jako řada afrických druhů, vedlo některé vědce k domněnce, že domovinou mravence je Afrika, nicméně moderní výzkumy poukazují na jihovýchodně asijský původ. V Africe se navíc nachází jen malé množství těchto mravenců.
V anglickém jazyce se druh označuje běžným názvem yellow crazy ant, čili žlutý bláznivý mravenec, což naráží na nevyzpytatelnou chůzi mravence, který hlavně při vyrušení chodí velmi rychle a poněkud nevyzpytatelně zastavuje a mění směr.

## Popis
Mravenec Anoplolepis gracilipes je velký druh mravence dosahující délky těla 5 mm. Úzké tělo je žlutě až zlatavě hnědě zabarveno, zadeček bývá tmavší než zbytek těla, občas je jemně proužkovaný. Hlava je delší než širší, oči jsou velké. Tykadla mají 11 článků a jsou extrémně prodloužená, bývají až 1,5× delší než delší část hlavy. Tykadla tvoří klíčový identifikační znak druhu. Velmi dlouhé jsou i tenké nohy. V kousacím ústrojí se nachází 8 zubů.
Jedním ze základních behaviorálních identifikačních znaků mravence je jeho eratické, těkavé chování a velmi vysoká pohybová rychlost.

## Rozšíření a populace

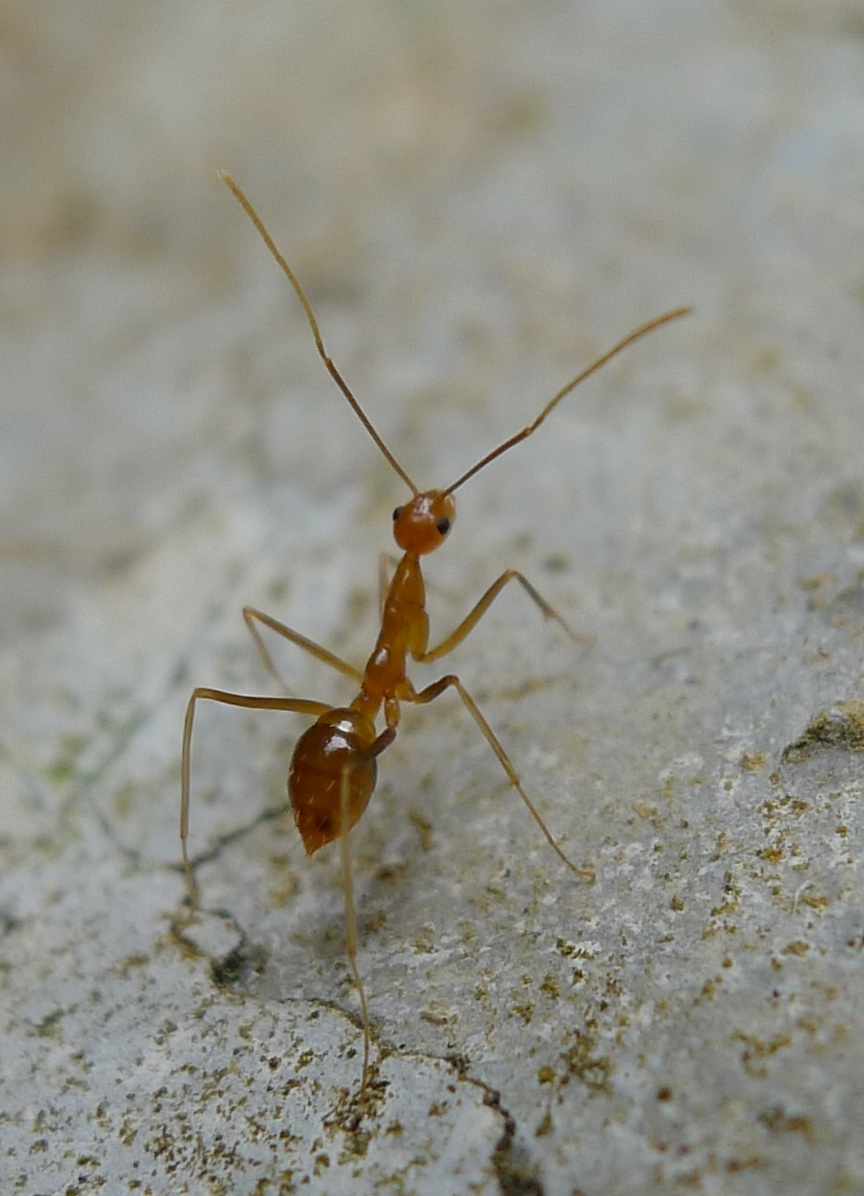
Anoplolepis gracilipes

Druh se přirozeně vyskytuje v tropických vlhkých částech jihovýchodní Asie zhruba mezi 27° s. š. a 27° j. š. Mravenec byl nechtěně introdukován do četných dalších tropických oblastí, ke kterým podle studie z roku 2022 patří:
- Afrika (Jižní Afrika, Seychely, Tanzanie);
- Asie (Indický subkontinent, Čína, Japonsko – je nicméně možné, že se v těchto oblastech vyskytuje přirozeně);
- Evropa (pouze v budovách, výskyt potvrzen ve Finsku, Německu a Spojeném království);
- Severní Amerika (Mexiko);
- Jižní Amerika (Chile, pouze v budovách);
- Austrálie a Oceánie (Vánoční ostrov, Austrálie, Fidži, Kokosové ostrovy, na Novém Zélandu patrně jen v budovách);
- Pacifické ostrovy (Havaj, Palau, Samoa, Tonga, Tokelau).

## Biologie
Životní cyklus mravence (dělnice) trvá kolem 76–84 dní. Vajíčka se klubou po 18–20 dnech, larvy dělnic se vyvinou za 16–20 dní. Kukly dělnic potřebují k vývinu kolem 20 dní, kukly královen se vyvíjí kolem 30–34 dní. Královna žije i několik let.

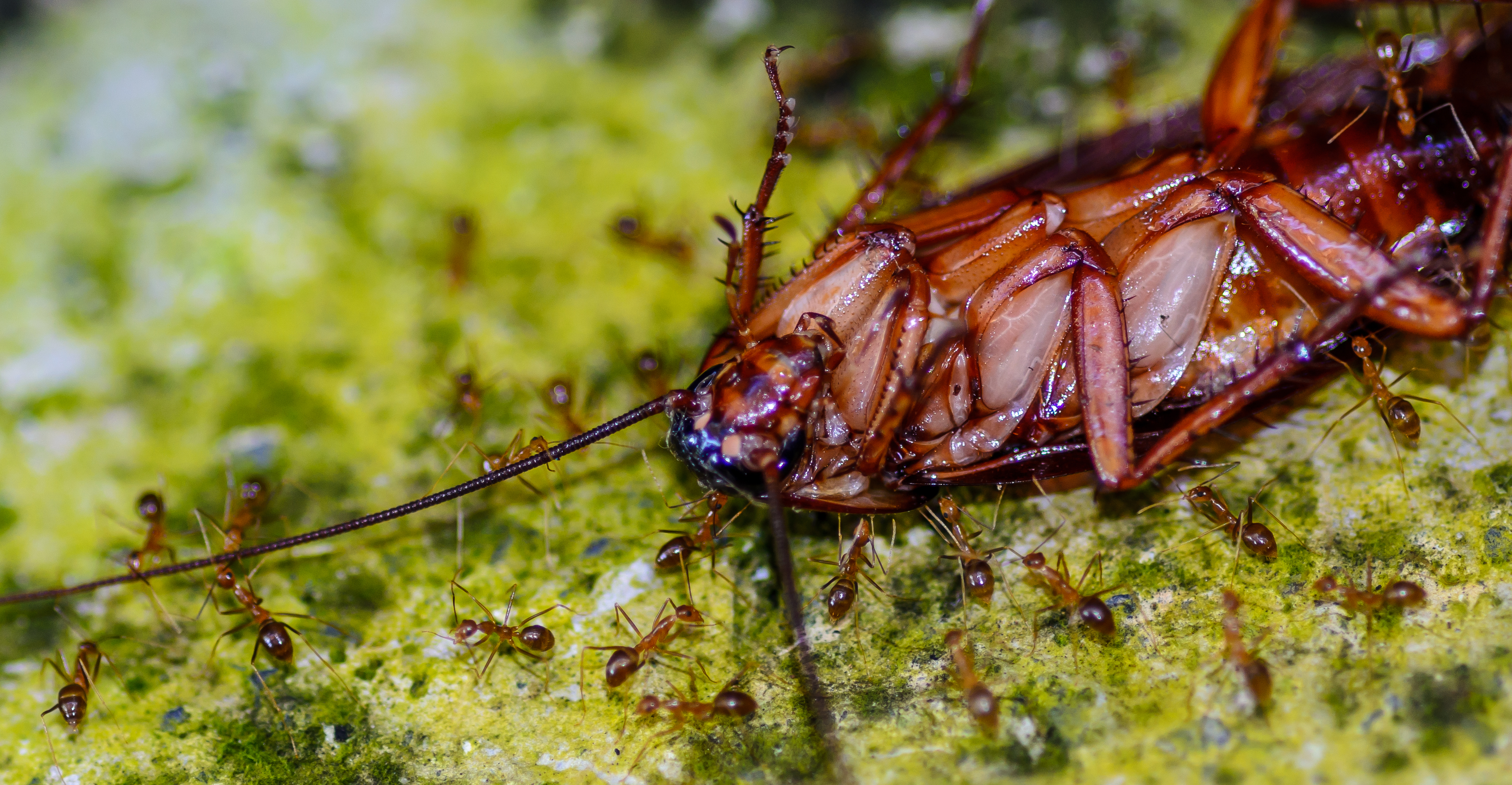
Anoplolepis gracilipes při přesunu švába do hnízda (Pohnpei)

Zatímco řada ostatních druhů mravenců buduje kolonie s 1 královnou, počet královen Anoplolepis gracilipes dosahuje 300 a výjimečně i více. Tyto kolonie se mohou rozprostírat na velmi rozsáhlém území a hustota mravenců může dosahovat 5 milionů na hektar (Seychely) nebo dokonce i 20 milionů mravenců na hektar (Vánoční ostrov). Kolonie se rozšiřují tak, že královna (nebo královny) spolu s částí dělnic opustí mateřské hnízdo a založí novou kolonii nedaleko té původní. Na Vánočním ostrově byla zaznamenána rychlost šíření kolonií 1100 m ročně neboli 3 m za den. Mravenci Anoplolepis gracilipes z různých kolonií nebývají vůči sobě agresivní, jak je tomu u některých jiných mravenčích druhů, což mravencům Anoplolepis gracilipes poskytuje výhodu ve vytvoření spolupracující superkolonie, která rychle přečíslí a zdecimuje populace jiných mravenčích druhů. Hnízda si staví buď na zemi v půdě (např. pod kameny, v dutinách stromů nebo pod vrstvou listí spadlých na zem) nebo na stromech.

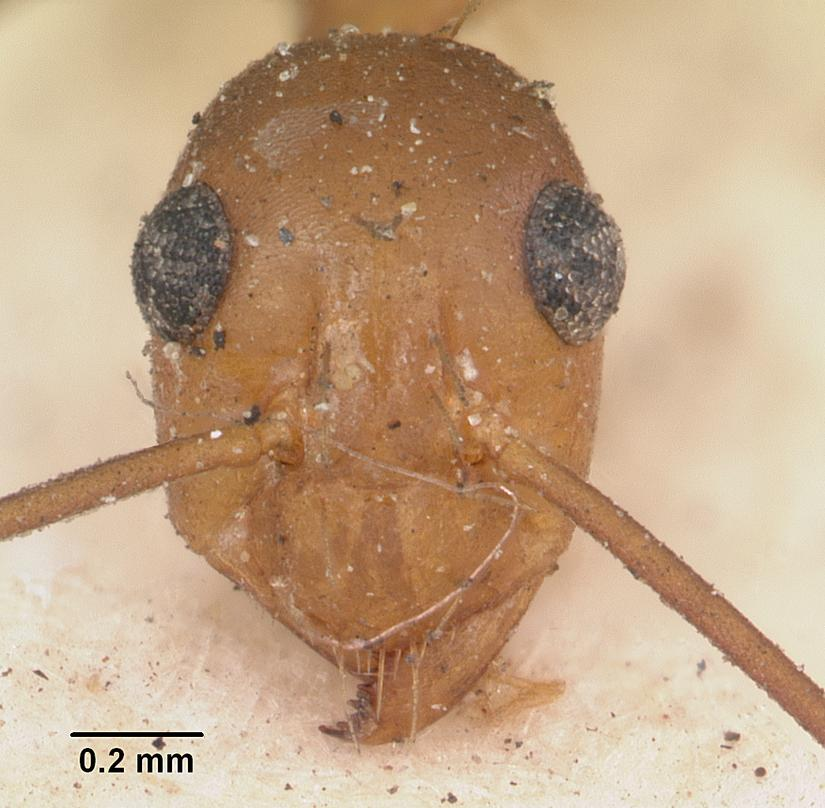
Detail hlavy a kusadel

Jedná se o potravního generalistu s oportunistickými návyky. V praxi to znamená, že požírá v podstatě vše, co mu přijde do cesty, což je jen další problém pro biotopy, které tento mravenec invaduje. Do jeho jídelníčku patří semena, vegetace, rozkládající se organická hmota a malí živočichové. Velkou, zásadní část potravy tvoří strava bohatá na sacharidy jako je ovoce, nektar a medovice, a to zvláště medovice vylučovaná červci. Mravenci Anoplolepis gracilipes jsou dokonce schopni do značné míry červce chovat jako domácí zvířata (ochraňují je před ostatními predátory apod.). Podobné chování vykazují i vůči nektaronosným rostlinám, které chrání před predátory a zabraňují přístup k nim ostatním živočichům. Potřeba potravy s vysokým obsahem sacharidů je typická i pro některé jiné invazivní druhy mravenců a ve výsledku může sloužit i jako nástroj jejich kontroly (viz dále). Mravenci loví svou kořist pomocí rozstřikování kyseliny mravenčí. Té každý mravenec obsahuje jen velmi malé, omezené množství, které samo o sobě nemůže ohrozit větší živočichy, avšak při kalamitních rozměrech superkolonií se množství této kyselin nakumuluje do takové míry, že může způsobit slepotu a následnou smrt vyčerpáním i poměrně velkým obratlovcům. Potravu sbírá ve dne i v noci v teplotách mezi 21–35 °C, nejaktivnější je při teplotách mezi 26–30 °C. Mravencům vyhovuje vlhké prostředí – čím vlhčí, tím jsou aktivnější.

## Invazivní povaha druhu
Jedná se o významný invazivní druh, který Mezinárodní svaz ochrany přírody dokonce zařadil mezi 100 nejhorších invazivních druhů světa. Podobně studie z roku 2022 druh označila za nejhorší invazivní druh mravence na světě. K tomuto prvenství přispívá hned několik charakteristik druhu, mezi které patří extrémní populační exploze a extrémní agresivita. Pokud superkolonie dosáhnou kalamitních rozměrů, mravenci prakticky vyhladí veškerý hmyz v jejich okolí. Mravenec dokonce dokáže napadat i obratlovce a byly zaznamenány případy, kdy mravenci napadli novorozená prasata, psy, kočky, králíky, krysy, slepice aj. K napadání velkých obratlovců nicméně dochází pouze v případě, že množství mravenců Anoplolepis gracilipes dosáhne kalamitních rozměrů superkolonie.
Mravenci Anoplolepis gracilipes nekoušou, avšak vypouští kyselinu mravenčí, která ve velkém množství způsobuje dočasnou či trvalou slepotu, což jejich oběť ochromí pohybově a následně to vede ke smrti dehydratací nebo vyčerpáním. Mravenci invadují nová území zejména jako černí pasažéři na nákladních lodích a letadlech.
Vedle vlivu na ekosystémy mravenci mají i přímý vliv na člověka. Obyvatel severní Austrálie, kde došlo k invazi mravenců, vypověděl, že mravenci se dostali do jeho domu do každé škvíry včetně elektrických zařízení, které musel následně vyhodit. Mravenci v noci chodili po jeho těle a obličeji a vstřikováním kyseliny mravenčí poškodili jeho rohovky, takže musel vyhledat lékařskou pomoc. Mravenci dále zdecimovali jeho úrodu, většina bezobratlých i obratlovců (stromoví klokani, žáby) z okolí farmy vymizela. Vedle podráždění lidských očí způsobuje kyselina mravenčí i podráždění kůže. Několik příkladů níže podrobněji rozebírá dopady mravenců na místní biodiverzitu.

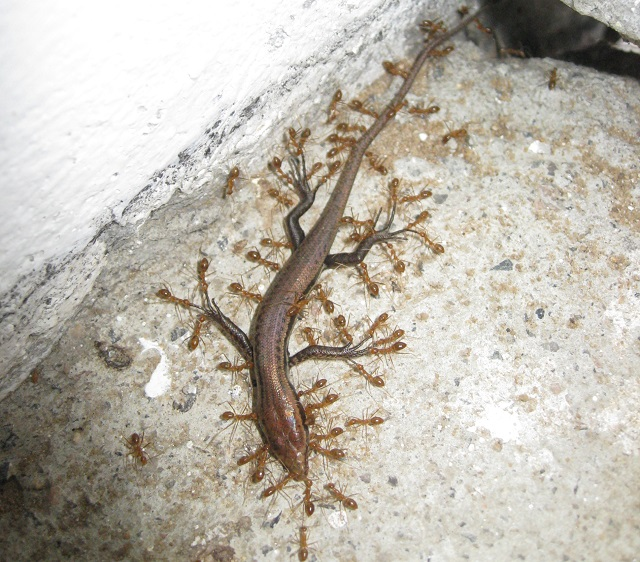
Anoplolepis gracilipes při požírání mabuji (Seychely)

### Vánoční ostrov
Drasticky devastující vliv mají mravenci Anoplolepis gracilipes na ekologii Vánoční ostrova, jehož unikátní ekosystém je v přímém vážném ohrožení následkem invaze těchto mravenců. Mravenci byli na ostrov introdukováni někdy v 90. letech 20. století a do roku 2019 stihli zabít kolem 40 milionů červených krabů Gecarcoidea natalis, kteří jsou na lesních částech ostrova přítomni v takových počtech, že představují klíčového člena zdejšího ekosystému. Jakmile se krabi dostanou do blízkosti kolonie nebo superkolonie mravenců, mravenci spustí svůj základní obranný mechanismus, kterým je vypouštění kyseliny mravenčí, kterou se vzduch brzy naplní do takové míry, že krabi oslepnou a brzy umírají na dehydrataci, kterou urychluje jejich snaha o vyplavení očí tekutinami, a vyčerpáním. Předpokládá se, že mravenci měli významný, ne-li zásadní vliv na vyhnutí endemického scinka Cryptoblepharus egeriae nebo netopýra Pipistrellus murrayi. Co se týče zmíněného netopýra, tak vymizení krabů mělo za následek přemnožení stonoh jedovatých (Scolopendra morsitans), které jsou známy tím, že se krmí právě na netopýrech.

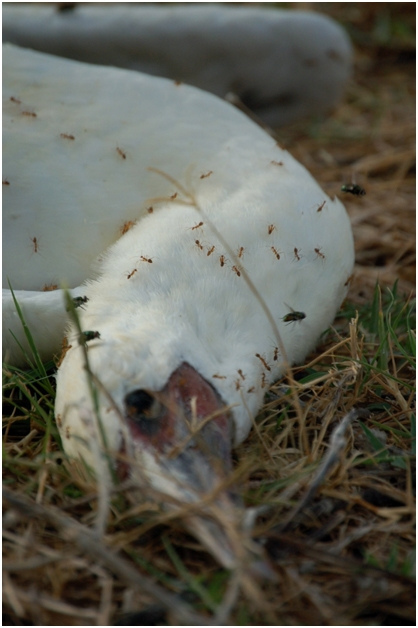
Anoplolepis gracilipes při hodování na mršině tereje červenonohého (Johnstonův atol)

V místech, kde mravenci vyhladili populace krabů, dochází k pomalejšímu rozkladu lesní podestýlky a bohatému bujení vegetace ze semen, které by jinak byly zkonzumovány kraby. V tropickém prostředí dochází k růstu vegetace velmi rychle a po 3 letech je tak spodní lesní patro zarostlé natolik, že je v podstatě k nepoznání. V místech, kde došlo k eradikaci krabů, zabírá jejich ekologickou niku invazivní oblovka žravá. Jelikož krabi hnízdí v norách, bez krabů nedochází ke kypření půdy, což jen nadále umocňuje ekologickou změnu. Mravenci Anoplolepis gracilipes na Vánočním ostrově potravně závisí na červcích Tachardina aurantiaca (mj. také invazivní druh), resp. sladké medovici, kterou tito červci vylučují. Mravenci proto agresivně chrání tyto červce před jakýmikoliv predátory, takže spolu s tím, jak se mravenci šíří lesem, dochází k populační explozi těchto červců. Přemnožení červci způsobují nekontrolovatelné šíření plísní stromového patra, které někdy mohou způsobit až úhyn stromů. Změny ve vegetaci ostrova způsobily úbytek hnízdního habitatu endemického tereje černokřídlého (Papasula abbotti) i výrazné populační úbytky různých scinkovitých, slepáků, letounů a gekonů. Několik druhů hmyzu je již patrně zcela vyhynulých následkem invaze mravenců Anoplolepis gracilipes. V případě, že mravenci dosáhnou statusu superkolonie, začínají napadat i mláďata želv a krabů palmových.
Na Vánočním ostrově dochází ke kontrole mravenců insekticidem (fipronilem). V boji proti invazivním mravencům byla aplikována i biologická kontrola v podobě introdukce maličké, 2 mm dlouhé malajské vosičky Tachardiaephagus somervillei z čeledi poskočilkovití, která představuje ve svém přirozeném prostředí hlavního predátora červců Tachardina aurantiaca, jehož medovice zase představuje hlavní potravu mravenců Anoplolepis gracilipes. Tato vosička klade vajíčka pouze do samic Tachardina aurantiaca, čímž je usmrtí zevnitř a dá tak vzniknout novým vosičkám, které usmrtí více červců. Experimenty bylo zjištěno, že eradikací červců Tachardina aurantiaca dochází do 4 týdnů k utlumení 95 % pozemních aktivit mravenců Anoplolepis gracilipes. Místní biologové tak doufají, že vyhubením červců dojde k vyhlazení mravenců nebo alespoň utlumení většiny jejich aktivit.

### Kontinentální Austrálie
V severní Austrálii byli mravenci poprvé zaznamenáni v roce 1990. Nedlouho na to doslova zaplavili celou Arnhemskou zemi i další oblasti Severního teritoria; rozloha tamější invadované oblasti se pohybuje kolem 25 000 km². Hojně rozšíření jsou i v Queenslandu. I když je těžké předvídat, do jakých dalších australských oblastí se mravenci rozšíří, řada oblastí Queenslandu a Severního teritoria mají podobné podnebí jako v domovských tropech jihovýchodní Asie. Vzhledem k invazivní historii v jiných koutech planety se dá bezpečně předpovídat, že mravenci se budou severní Austrálií nadále šířit. Australská vláda proti mravencům bojuje pomocí terénního výzkumu a následném shazování insekticidů do pralesa z helikoptér; v obytných čtvrtích dochází k rozmístění otrávených návnad ručně, aby se snížilo riziko kontaktu s lidmi a jejich vodními zdroji na minimum.

### Johnstonův atol

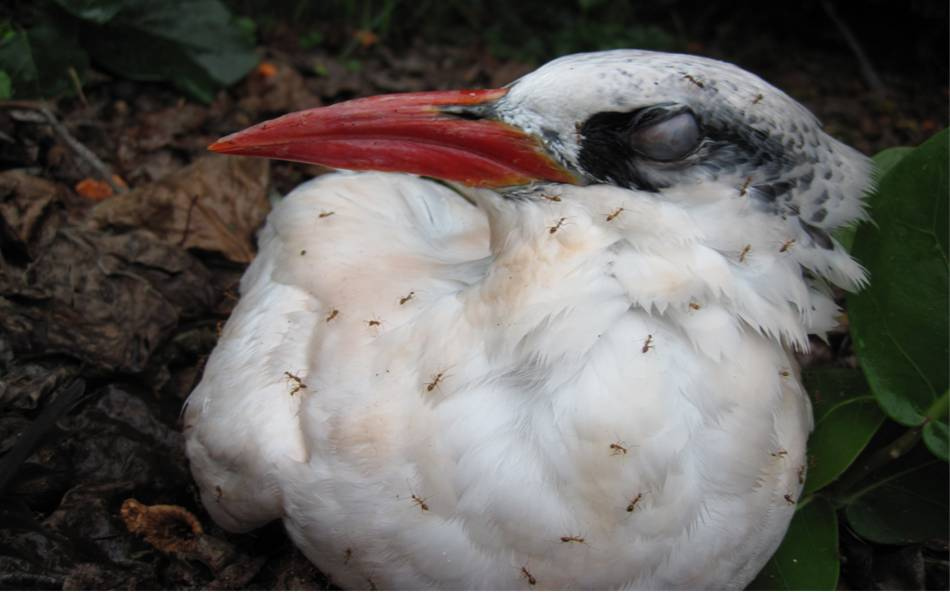
Faeton červenoocasý napaden mravenci Anoplolepis gracilipes (Johnstonův atol)

V roce 2010 byli mravenci Anoplolepis gracilipes poprvé zaznamenáni na Johnstonově atolu. Není úplně jasné, jak se mravenci dostali na tento atol, kde panují velmi přísná biologická opatření (např. oblečení donesené na atol musí být zcela nové, nerozbalené a dáno do mrazáku na 48 hodin před jejich importem na atol). Jejich počty však brzy dosáhly kolosálních rozměrů a mravenci začali mít negativní efekt na tamější ptactvo, mj. faetony červenoocasé. Na Johnstonově atolu hnízdí nejméně 15 druhů mořských ptáků. Při terénních pracích na atolu bylo zjištěno, že kyselina mravenčí produkována invazivními mravenci vedle očí ptáků silně ovlivňuje i keratinizaci (rohovatění) zobáků ptáčat, které během růstu deformují natolik, že ptáčata svými zobáky nemohou přijímat potravu a hynou hlady. Řada ptáků částečně nebo zcela oslepla a žádný z okroužkovaných ptáků napadených mravenci se na atol již nevrátil.
Zatímco v ostatních oblastech se počet královen v hnízdě Anoplolepis gracilipes pohybuje kolem 300, na Johnstonově atolu dosahoval počet královen na jedno hnízdo kolem 1000 (každá královna má přitom potenciál založit novou kolonii). Ještě v roce 2010, tedy v rok objevení mravenců na atolu, začal eradikační program, který spočíval v rozmístění množství otrávených návnad napuštěných neurotoxiny. Princip těchto návnad (stejně jako např. u hubení mravenců v domácnostech) spočívá v tom, že dělnice nastražené jídlo posbírají a přinesou jej do hnízda, kde se s ním nakrmí královna, která uhyne. Několik let trvalo, než vědci přišli s ideálním mixem toxinů, které budou mít nejefektivnější účinek, a ideální návnadou, která nebude přitahovat jiný hmyz. V roce 2017 byl na atolu spatřen poslední mravenec Anoplolepis gracilipes a roku 2021 byla oznámeno úspěšné vyhubení těchto mravenců z atolu.

### Další oblasti
Podobné negativní efekty mají mravenci i v dalších oblastech. Nad zmíněné přirozené ekosystémy mohou ovlivňovat i úrodu, zaznamenány byly negativní vlivy na kávovníky, kokosové palmy, citrusy a cukrovou třtinu a mnohé další plodiny pěstované v tropech. Vedle zmíněných problémů s červci je problematická i stavba hnízd mravenců u báze těchto plodin, čímž se odhalují kořeny pěstovaných plodin a dochází tak k častějším plísním.
Silný negativní efekt na ptačí druhy mají mravenci Anoplolepis gracilipes i v dalších oblastech svého rozšíření jako je Havaj, Seychely aj.